# 모어 유나이티드
모어 유나이티드 (More United →더 큰 통합)는 영국의 초당적 정치 운동이다. 스스로 "전문가가 이끄는 정치 스타트업 운동"임을 표방하며, 특정 정당에 얽매이지 않고 후보를 지지하는 단체이다. 이 운동은 공공복지 투자, 민주개혁, 녹색경제, 관대한 사회, 유럽 연합과의 협력을 지지한다. 2017년 영국 총선 준비를 위해 크라우드펀딩을 진행하고 있으며 선거운동 기간에 자원봉사자를 모집할 계획을 세우고 있다.
모어 유나이티드라는 이름은 2016년 6월에 피살당한 조 콕스 의원의 처녀 연설에서 따온 말이다.

## 추구하는 가치
모어 유나이티드는 자신들의 원칙에 뒤따르는 후보라면 어느 정당, 어느 후보든 지지한다고 밝히고 있다.
- 공정하고 현대적이며 효과적인 시장 기반 경제로 부자와 저소득층 간의 간격을 좁하고 강력한 공공복지를 지지함.
- 정치인이 아닌 시민에게 권력을 부여하는 현대적 민주주의.
- 환경을 지키고 기후변화를 반전시킬 녹색 경제.
- 다양성이 그 자체의 모습으로 환영받는 열려 있고 표용적인 사회.
- 이민과 국제협력, EU와의 가까운 관계를 기꺼이 받아들이는 영국.

## 역사
2016년 영국의 EU 탈퇴 국민투표 결과 영국이 유럽 연합을 탈퇴하는 것으로 가닥이 나자, 각 언론은 영국이 지켜왔던 중도 입장이 앞으로 어떻게 될지 우려하는 시각이 컸다. 언론상에서 2015년 노동당 대표로 제러미 코빈이 당선된 이래 노동당의 분열이 이뤄질 것이라는 소문도 나돌았다. 특히 코빈 대표가 잔류 운동에서 별다른 지지를 보내지 않았다는 이유로 예비내각이 총사퇴하면서 2016년 경선에서 오웬 스미스가 대표로 교체될 것이란 관측이 나오자 이런 추측은 더욱 심화되었다.
보수당의 경우에도 이념적 분열이 예고되었는데, 투표 결과에 따라 데이비드 캐머런 총리가 사임하면서 치러진 보수당 대표 경선에서 일부 친EU 성향의 보수당 의원들이 앤드리아 리드섬이 테리사 메이를 누를 가능성에 초조해했다. 다만  중간에 리드섬이 경선 후보직을 내려놓으면서 최종적으로는 메이가 대적 상대 없이 승리하게 되었다. 패디 애시다운 전 자민당 대표는 <더 타임스>에 기고한 글에서, 당장 닥친 현안에 대해 합리적인 해결을 내놓는 데 두 당이 모두 실패하면서 영국 사회에 피해를 주고 있다고 표현했다.
이러한 정치적 혼란을 우려한 애시다운은 다른 정치 성향을 가진 인사들과 함께 2016년 7월 24일 초당적 단체인 '모어 유나이티드'를 출범시키게 되었다.

## 같이 보기
- 2016년 영국 유럽 연합 회원국 국민투표